# Сан Ђорђо (Бреша)
Сан Ђорђо је насеље у Италији у округу Бреша, региону Ломбардија.
Према процени из 2011. у насељу је живело 223 становника. Насеље се налази на надморској висини од 142 м.